# گزین‌طوطی ملوکی

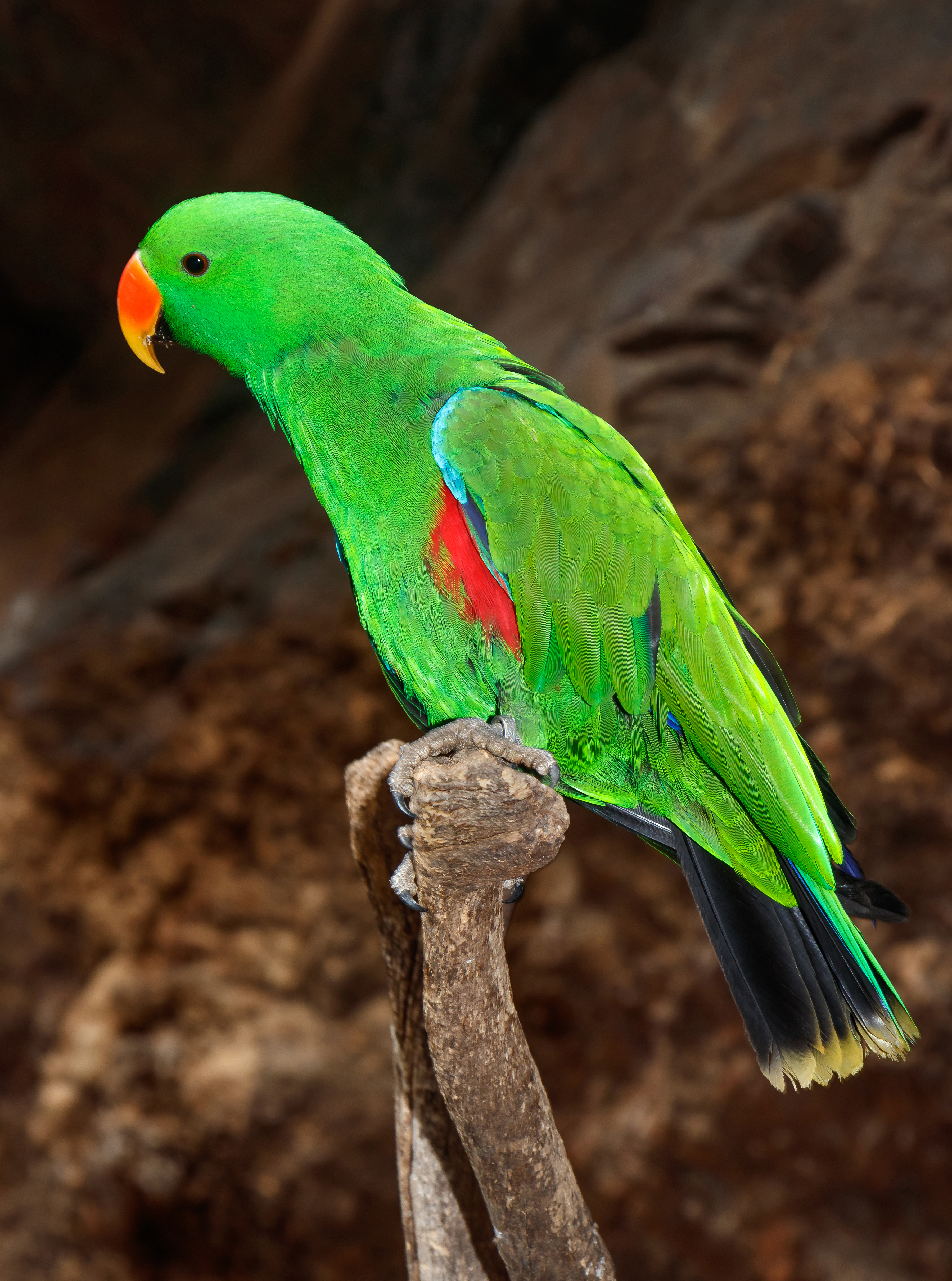
یک گزین‌طوطی ملوکی

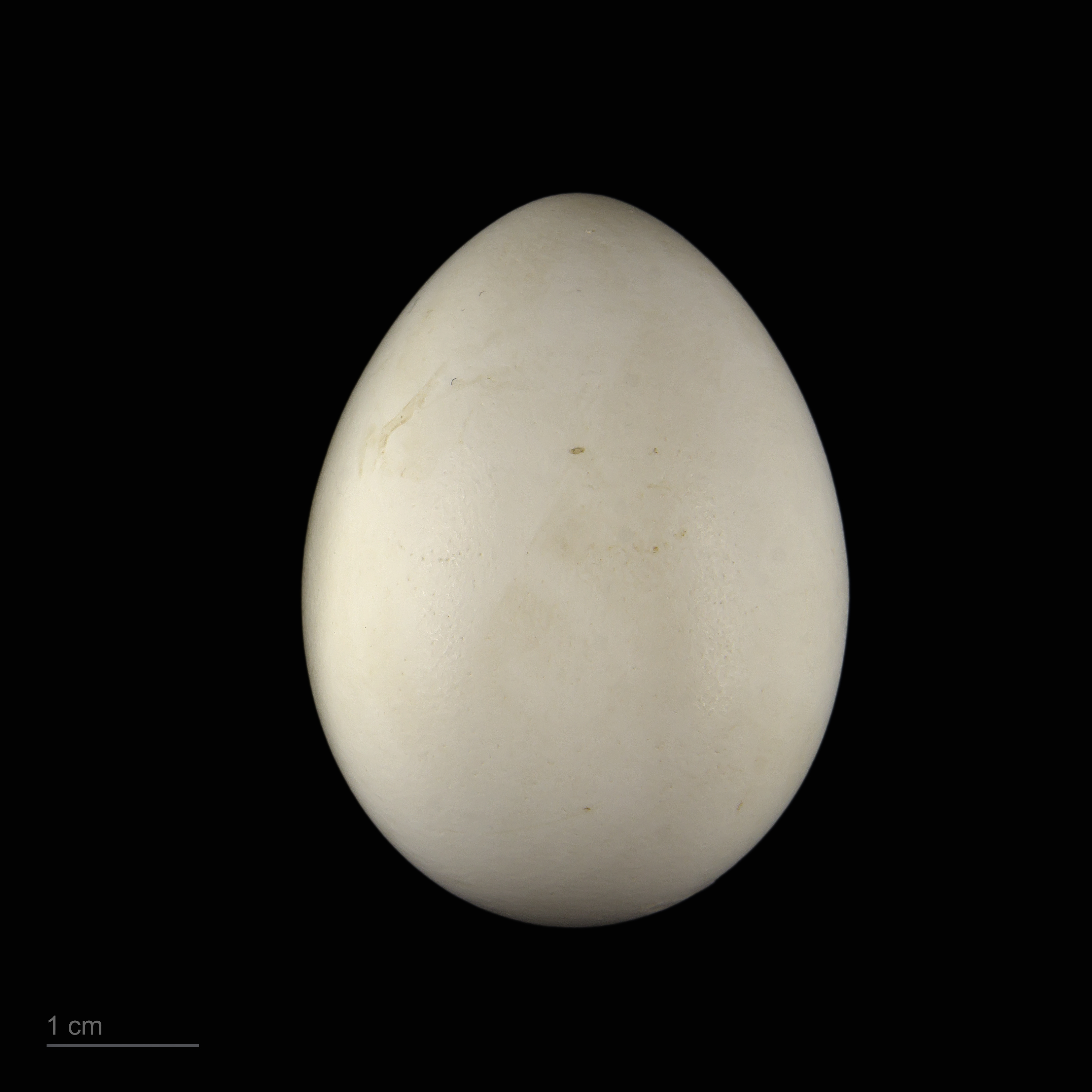
Eclectus roratus

گزین‌طوطی ملوکی (نام علمی: Eclectus roratus) نام یک گونه از تیره طوطیان است. این گونه بومی جزایر سلیمان، سومبا، گینه نو، شمال شرقی استرالیا و جزایر ملوک است. دودیسی جنسی شدید این گونه در خانواده طوطی‌ها غیرمعمول است.